# Trbovlje
Trbovlje er en by i det centrale Slovenien, med et indbyggertal (pr. 2005) på ca. 15.400. Byen ligger ved bredden af floden Sava.
46°09′N 15°03′Ø / 46.150°N 15.050°Ø